# Lobel-Insel
Die Lobel-Insel (französisch Îles Loíc de Lobel) ist eine rund 1,5 km lange Insel im Wilhelm-Archipel westlich des Grahamlands auf der Antarktischen Halbinsel. In der Gruppe der Wauwermans-Inseln liegt sie 3 km südwestlich von Brown Island.
Teilnehmer der Vierten Französischen Antarktisexpedition (1903–1905) unter der Leitung des Polarforschers Jean-Baptiste Charcot kartierten sie. Charcot benannte sie nach dem Baron Léon Loïcq de Lobel, einem französischen Ingenieur, der 1906 einen Plan zur Verkehrsverbindung zwischen Alaska und Ostsibirien aufgestellt hatte. Argentinische Wissenschaftler fassten diese dort als Isla Johnston bekannte Insel und weitere kleine Inseln in der Umgebung als Islas Johnston zusammen. Der jeweilige Namensgeber ist nicht überliefert.